# シンクレア ZX81
シンクレア ZX81（Sinclair ZX81）は、シンクレア・リサーチが開発し、スコットランドでタイメックスが生産したホームコンピューターである。

## 概要
1981年3月、シンクレアのZX80の後継としてイギリスで発売されたもので、一般家庭に安価にコンピュータを提供するべく設計されている。大成功を収め、販売終了までに150万台以上を売り上げた。イギリス以外でも成功を収めており、特にアメリカ合衆国ではタイメックスがライセンス提供を受けて製造販売した。後にタイメックスはZX81を独自に改変した Timex Sinclair 1000 と Timex Sinclair 1500 をアメリカ市場で販売した。一部の国ではシンクレアの許可を得ずにクローンを製造販売していた。
小さく単純で、何よりも安価になるよう設計されており、なるべく部品点数を減らして原価低減を図っている。表示には専用モニターではなくテレビを採用した。プログラムやデータはデータレコーダ（オーディオ・カセットテープ）にセーブし、そこからロードする。基板には4個のICチップしかなく、メモリは1KBしか搭載していない。電源スイッチや一般的なキーボードなどの可動部品はなく、入力手段としてはタッチセンシティブなメンブレンキーボードを使用する。シンクレアが徹底的にコストを下げるという方針で設計した結果、ZX81は非常に機能が限られていたため、これを拡張・強化する周辺機器をサードパーティがこぞって販売した。
組立キットか組立済みの完成品の形で通信販売で売られていた。また、イギリスでは初めて繁華街にある小売店で販売されたホームコンピュータであり、W・H・スミスがまず販売し、まもなく他の小売業者も倣った。イギリスでは、それまで仕事や趣味でコンピュータを扱っていた人々以外の一般大衆が初めてコンピュータに触れるきっかけとなった。シンクレア・リサーチの創業者クライブ・シンクレアは、この成功で巨万の富を築き、ナイトに叙された。

## 特徴と機能

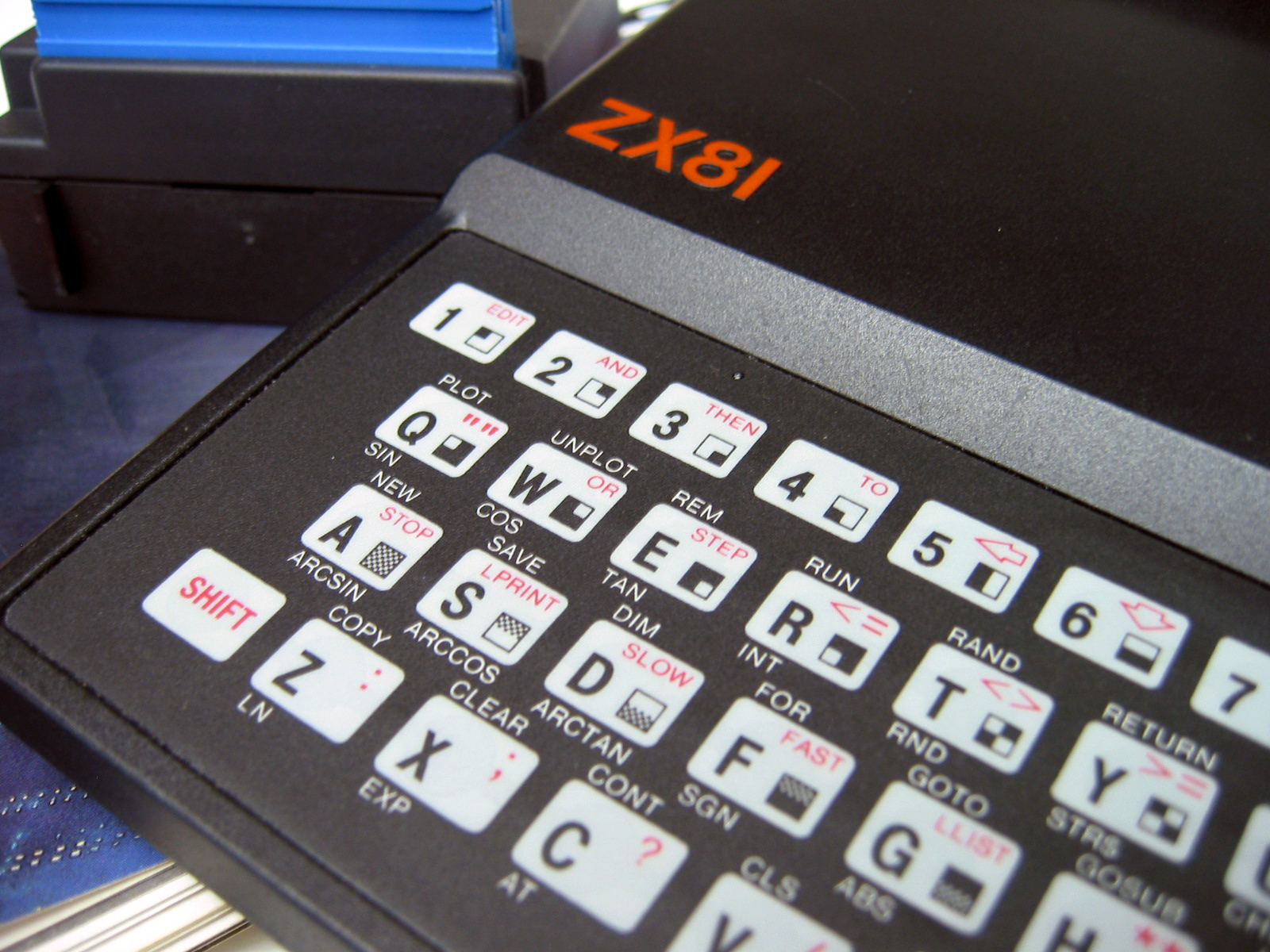
ZX81のキーボードのクローズアップ

ZX81は1kBのメモリを内蔵しており、公式には外付けで16kBまで拡張できる。回路基板は1枚のみで、楔形の黒いプラスチックケースに収められており、外形は奥行きが167mm、高さが40mmである。メモリは4118RAMチップ（1024ビット×8）が1個か、2114RAMチップ（1024ビット×4）が2個で構成されている。基板上には他に、日本電気製の3.5MHzのZ80A8ビットマイクロプロセッサ、フェランティ製のULAチップ、単純なBASICインタプリタを搭載した 8kB ROMチップという3個のチップしかない。総重量はわずか350gだった。初期の拡張RAMモジュールはメモリチップを寄せ集めて15kBを搭載していた。後期バージョンでは16kB分のチップを搭載し、アドレス空間の先頭1kBについては使用しないようにしていた。
ケース上面には40キーのメンブレンキーボードが組み込まれていて、20種類の図形文字と54種類の反転表示文字が描かれている。個々のキーには最大5つの機能があり、SHIFTキーとFUNCTIONキーを使ったり、状態に応じてそれら機能にアクセスする。例えば、Pのキーには、文字 'P'、ダブルクォート文字 (")、BASIC言語のPRINTコマンドとTABコマンドが対応している。キー配列は標準のQWERTY配列だが、アルファベット以外のキーは現代の目から見ればあまり馴染みがないものもある。例えば、DELETEキーの代わりにRUBOUTキーがあり、RETURNやENTERの代わりに NEW LINE キーがある。キーボードの機構は非常に単純で、圧力パッド型のスイッチ40個と8個のダイオードで、8×5の格子状に配線されている。
主たる入出力はケース左端にある4つのソケットで提供されている。内蔵RFモジュレータ経由でUHFのテレビ受像機に接続し、モノクロで表示する。24行×32文字を表示でき、図形文字で1文字を2×2ピクセルとして64×48ピクセルのグラフィックスモードを提供でき、BASICでPLOTコマンドやUNPLOTコマンドを使って描画可能である。3.5mmジャックを2つ、EAR（出力）ソケットとMIC（入力）ソケットに接続し、カセットレコーダーをZX81に接続すると、250ボーでデータのセーブ/ロードが可能となる。ZX81本体内にはデータを永続的に記録する手段がなく、カセットテープが唯一の記憶媒体だった。電源は420mAで7Vから11Vの直流で、シンクレア製の 9V ACアダプタ が付属していた。
ZX81のマニュアルでは、ULAチップをシステムの "dogsbody"（下っ端）と表現しており、通常なら複数の集積回路で構成する以下のような機能を担当している。
- 画面表示の同期
- 6.5MHzのクロック信号生成。これを半分にした3.25MHzのクロック信号をプロセッサに供給する。
- SAVEモードにて、カセットレコーダーに音声信号を出力する。
- LOADモードにて、カセットレコーダーからの音声信号を受け取って処理する。
- キーボード押下を検出する。
- CPUがバスに出力したメモリアドレスを使い、ROMやRAMの活性化タイミングを決定する。
- システム全般のタイミングを制御する。[6]

内蔵RFモジュレータは走査線625本のテレビ（モノクロでもPAL方式のカラーでもよい）向けのUHF信号を出力する（イギリス、オーストラリア、西ヨーロッパの大半の国で使われていた規格）。SECAM方式のフランスでは若干修正したバージョンを必要とした。NTSCの北米ではULAチップとRFモジュレータを違うものにする必要があり、走査線525本のテレビ向けのVHF信号を出力した。ZX81とそれ以前のZX80には、表示出力の処理方法に重大な欠点があった。どちらもフルスピードで動作しつつ同時表示を維持できるほど十分な処理能力を持っていなかった。そのためZX80ではCPUが計算を実行中は画面に何も表示されなくなり、キー押下などに対応した割り込み処理をする間も同様なので、画面にちらつきが発生する。

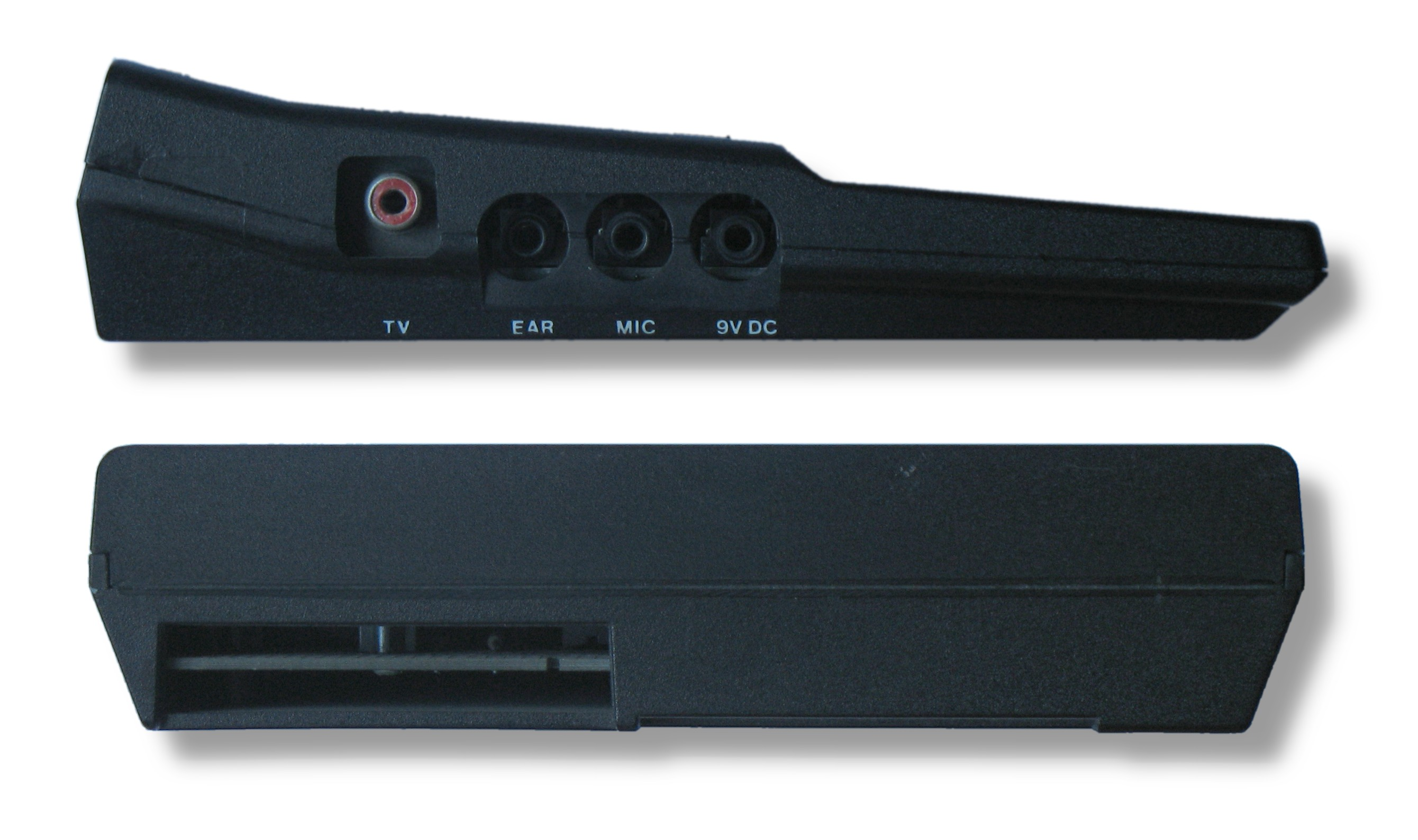
ZX81の左側面と後面。エッジ・コネクタ、3つの入出力ソケット (TV, EAR, MIC) 、9V DC 電源ソケットがある。

ZX81ではより洗練された方式を採用し、SLOWモードとFASTモードという2つのモードを用意した。SLOWモードあるいは "compute and display" モードでは表示の維持を優先し、プログラムの実行を約4分の1の時間だけ行う。そのため処理性能が約4分の1になるが、実際のSLOWモードとFASTモードの性能差は実行中の計算内容に依存する。FASTモードではCPUがプログラム実行中は画面表示をあきらめるので、ZX80と同様の動作となる。
また、カセットレコーダーとのセーブ/ロードを実行中、画面にジグザグに動く縞模様が現れるという奇妙な特徴がある。これはULAチップの1つのピンをビデオ信号にもカセットレコーダー向け音声信号にも使っているためである。また、データ転送のボーレートを一定に保つ必要があるため、セーブ/ロード中は画面表示を保持できない。
メモリを拡張していない場合、1kBという制約の中でプログラミングしなければならない。画面全体に表示するだけで最大768バイト、システム変数に125バイトを要し、プログラムと入力バッファとスタックを残りのメモリ内に収める必要がある。それにもかかわらず、1kBの制約内で巧妙なプログラムを書くプログラマが多数存在した。例えば、David Home の 1K ZX Chess はチェスの複雑なルールをわずか672バイトに凝縮し、未拡張のZX81でチェスを実行することに成功している。メモリを節約するためにBASICのコマンドは1バイトのトークンに変換され、ASCIIとは異なる独自文字セットの「文字」として格納される。
メモリーを節約するため、表示内容を保持する手法が独特である。画面上の全位置に対応したバイトが存在するのではなく、例えばある行が途中までしか文字が書かれていないときは残りの部分は省略され、次の行の内容が書かれた。そのため、なるべく表示を左上にまとめるようにプログラムを書くのが当たり前となっていた。メモリを他に使うと、表示が途中で途切れることもあった。
後面にあるエッジコネクタは、主回路基板の拡張インタフェースである。アドレス、制御、データの線があり、外部機器との通信に使用できる。愛好家やサードパーティは様々なアドオンの開発にこのインタフェースを利用した。

### 当時の他のコンピュータとの比較
次の表は、ZX81と当時の他の競合していたコンピュータの機能を比較したものである。定価は1982年12月時点のものである。
| 名称                       | 標準RAM       | 最大RAM | CPU                                       | 記憶媒体                                        | 大文字/小文字表示 | 定価    | 表示色数 | 最大解像度 | サウンド                     |
| -------------------------- | ------------- | ------- | ----------------------------------------- | ----------------------------------------------- | ----------------- | ------- | -------- | ---------- | ---------------------------- |
| Apple II Plus              | 16 kB         | 64 kB   | MOS 6502 @ 1 MHz                          | カセットテープ/フロッピーディスク（最大143kB）  | No                | $1330   | 16       | 280×194    | スピーカーからクリック音     |
| Atari 800                  | 16 kB         | 48 kB   | MOS 6502 @ 1.78 MHz                       | カセットテープ/フロッピーディスク（最大92kB）   | Yes               | $899.95 | 256      | 320×192    | 4声/4オクターブ              |
| Commodore PET              | 16 kB / 32 kB | 32 kB   | MOS 6502 @ 1 MHz                          | カセットテープ/フロッピーディスク（最大1024kB） | Yes               | $995    | モノクロ | 80×50      | 1声/3オクターブ              |
| Commodore VIC-20           | 5 kB          | 32 kB   | MOS 6502 @ 1.02 MHz                       | カセットテープ/フロッピーディスク（最大170kB）  | Yes               | $260    | 16       | 176×184    | 3声/ホワイトノイズ           |
| IBM PC                     | 16 kB         | 512 kB  | Intel 8088 @ 4.77 MHz                     | カセットテープ/フロッピーディスク（最大320kB）  | Yes               | $1265   | 16       | 640×200    | 1声                          |
| Radio Shack TRS-80 III     | 16 kB         | 48 kB   | Zilog Z80 @ 1.78 MHz                      | カセットテープ/フロッピーディスク（最大175kB）  | Yes               | $699    | モノクロ | 128×96     | カセットインタフェースを流用 |
| Radio Shack Color Computer | 4 kB          | 64 kB   | Motorola M6809E @ 0.894 MHz               | カセットテープ/フロッピーディスク（最大153kB）  | No                | $399    | 8        | 256×192    | 1声                          |
| TI-99/4A                   | 16 kB         | 48 kB   | TI TMS9900 @ 3.0 MHz                      | カセットテープ/フロッピーディスク（最大90kB）   | Yes               | $299    | 16       | 256×192    | 3声/ホワイトノイズ           |
| ZX81 / TS1000              | 1 kB / 2 kB   | 64 kB   | Zilog Z80 @ 3.25 MHz / NEC Z80 @ 3.25 MHz | カセットテープ                                  | No                | $99.95  | モノクロ | 64×48      | なし                         |

## 歴史

### 背景

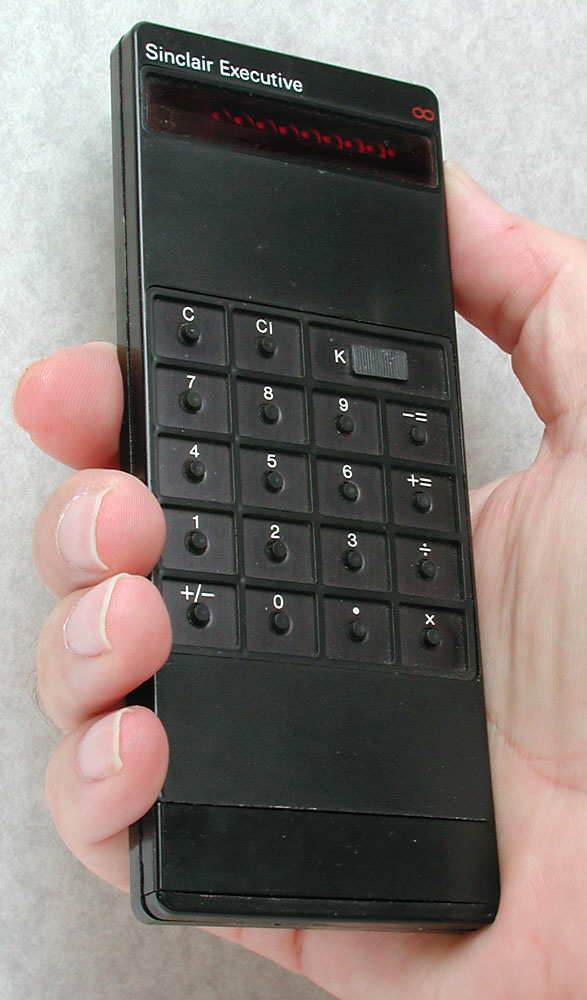
薄型電卓 Sinclair Executive (1972)

クライブ・シンクレアは1962年、最初の会社 Sinclair Radionics を創業。主にホビースト向けの様々な安価なエレクトロニクス製品を製造販売した。例えば、アンプ、ラジオ、回路計などをオーディオやエレクトロニクスのホビースト向けに組立キットの形で販売した。1972年、薄型電卓 Sinclair Executive を投入し、新たな市場に参入。これが大いに当たり、同社は様々な電卓を発売。1975年にはヨーロッパ最大の電卓企業となった。
1970年代後半になると、日本から液晶ディスプレイを使った新世代の電卓が流入し、LEDを使っていて消費電力が相対的に大きく機能も貧弱だったため、同社は財政的に苦境に陥った。ポケットテレビとデジタル腕時計を開発したが、大失敗に終わった。1975-76年には35万ポンドの赤字となり、破産寸前となった。1977年7月、イギリス国家企業庁 (NEB) が財政支援を行い、73%の株式を取得して事実上国営化した。
クライブ・シンクレアとNEBは会社経営方針で対立をかかえていた。Radionicsはホームコンピュータの開発プロジェクトを始めていたが、NEBは唯一利益を上げていた機器事業への集中を求めていた。シンクレアは「コンシューマ・エレクトロニクスには未来は無い」として、その方針に大反対した。他にも論争を起こしたため、シンクレアは1979年7月にRadionicsから離れることになった。
NEBとやりあっているころ、クライブ・シンクレアは1973年に設立しておいた自由にできる企業 Ablesdeal Ltd を救難ボートとして使うことにし、後に同社を Science of Cambridge と改称した。そこで、NEBから干渉されずに独自のプロジェクトを進めた。後に成功を収めたにもかかわらず、シンクレアは後々までコンピュータを単なる手段と見ていた。1985年4月、サンデー・タイムズ紙に掲載された記事で「他のビジネスに出資するためにコンピュータに関与しただけだった」と述べ、大失敗に終わったポケットテレビ TV80 や電気自動車 C5 が主眼だったとしている。Practical Computing 誌のインタビューで、シンクレアは次のように述べている。
コンピュータが良い市場で、設計が面白いので私はコンピュータを作っている。コンピュータには需要があり、害がないから、それを製造・販売して金銭を得ることは悪いことではないが、コンピュータが世界を救うとは思わない。

### 前身: MK14 と ZX80

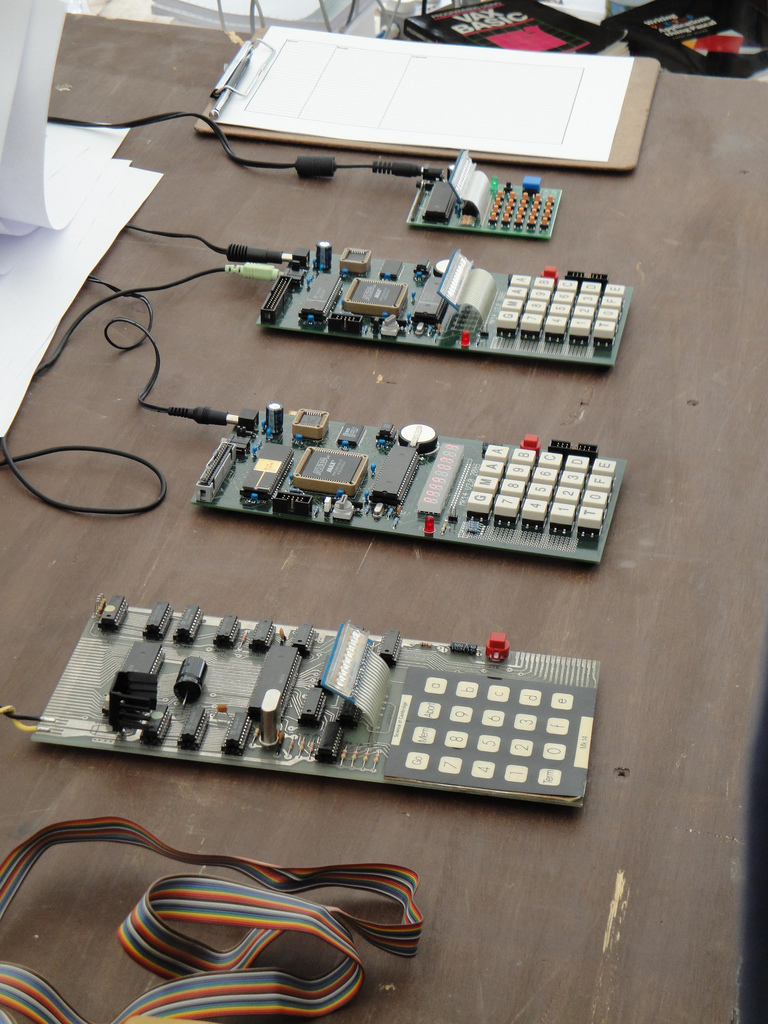
Science of Cambridge MK14 (1978) – シンクレアの最初のコンピュータ。組立キットとして販売し、購入者が組み立てた。（手前の1台のみがオリジナルで、それ以外は後の複製品）

1970年代後半、Appleなどのアメリカ企業が単純なホームコンピュータのキットを製造しはじめていた。イギリスの電子工作ホビーストもこれに関心を持っていたが、アメリカの製品は高価なため実際に購入するのはまれだった。市場には完成品のパーソナルコンピュータもハイエンド製品として登場していたが、こちらはさらに高価だった。例えばオリベッティの製品は2,000ポンド、1979年のコモドールPETは700ポンドで、市場にはホビースト向けのローエンド製品が存在しなかった。シンクレアはこれを商売の機会ととらえ、ローエンド製品を投入することにした。
シンクレアの最初のホームコンピュータは組立キットの MK14 で、1978年6月に発売した。これが大量生産された製品となるまでには長い道のりがあった。MKは "Microcomputer Kit" の略で、当初からホビースト向けにホビーストによって開発された製品であることを示している。出力はLEDの7セグメントディスプレイだけである（Science of Cambridge は UHF TV に出力するアドオン・モジュールを開発している）。ケースはなく、むきだしの回路基板だけであり、メモリも256バイトしかなく、恒久的な記録装置もない。入力は20キーの十六進法キーボードを使用する。非常に機能が貧弱だが、1万から1万5000台を売り上げており、例えば1978年、市場がより大きいアメリカでずっと高価な Apple II は9,000台しか売れていない。この成功によりクライブ・シンクレアは未開拓の低価格コンピュータ市場で利益を上げられると確信した。
シンクレアはMK14に続いてZX80を、当時世界最小で最も安いコンピュータとして開発し、1980年1月に99.95ポンドで発売した。会社は発売前の市場調査を全く行わなかったが、クライブ・シンクレアは一般大衆が十分な興味を持ってくれるだろうと予感していたという。実際、組立セット10万台の予約が入り、当初から大量生産が可能となった。

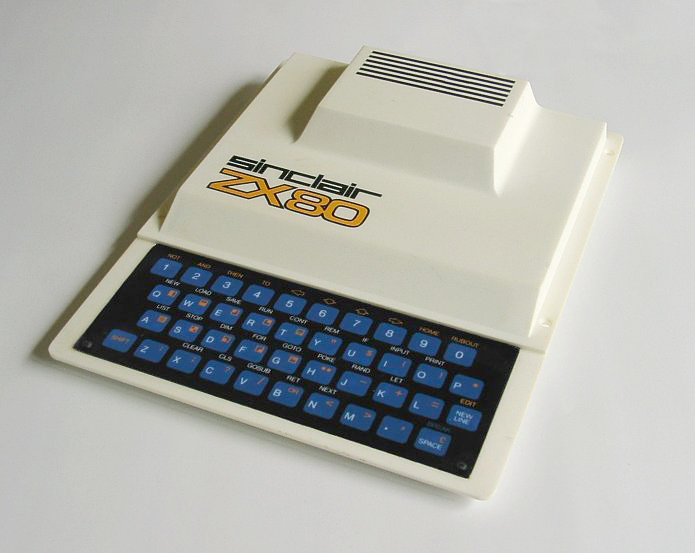
Sinclair ZX80 (1980)。ZX81の1つ前の製品で、設計上の多くの特徴が共通している。

ZX80の設計は多くの点でZX81に受け継がれている。シンクレア自身は後に「ZX80はZX81に向けての重要な踏み石だった」と述べている。設計は価格を最重要ポイントとしてなされた。100ポンド以下に価格設定しても十分な利益が得られることを目標としている。特徴的な白い楔形のケースに回路を収め、メンブレンキーボードを装備したデザインは、シンクレアが雇った若い工業デザイナーリック・ディッキンソンが生み出した。ディッキンソンは後にシンクレアのやり方について「すべてがコスト最優先だった。そのデザインはマシンの顔だった」と述べている。その簡略なキーボードはシンクレアのコスト削減の結果である。タイプライター型のキーボードよりずっと単純で安価だが、タイピングの感覚や使いやすさの面では問題が多い。
中身はさらにZX81と似ている。どちらもZ80Aマイクロプロセッサを採用し、1kBのRAMしか搭載していない。BASICインタプリタを内蔵したROMチップを搭載し、テレビ受像機をディスプレイとして使える。また、通常のカセットレコーダーをデータ記録に使用する。両者の最大の違いは、内部のソフトウェアである。ZX81がリリースされるとZX80にZX81のROMを搭載するだけでアップグレード可能であることが判明した。
ZX80は成功を収め、発売9か月で2万台を売り上げた。Science of Cambridge は1980年末まで月産9,000台のペースでZX80を生産し、18か月で10万台を売り上げた。ZX80の成功により、後継機種を出さないわけにはいかなくなった。シンクレアは1980年11月、社名をシンクレア・コンピューターズとして中心事業を明確化し、1981年3月にはシンクレア・リサーチに改称した。

### BBC Micro 事件
ZX81誕生には、英国放送協会 (BBC) が1982年に放送開始を予定していた番組の計画が関わっている。それはコンピュータとプログラミングの普及を目的とした番組だった。BBCは番組と連携した教材となるホームコンピュータを既存企業に製造委託することにした。シンクレアはこれを1980年12月に聞きつけ、ZX80の新たなバージョン ZX81 を1981年春に発表する予定であることをBBCに知らせた。ZX81はZX80の問題をいくつか解決し、より安価でより進んだものになるとしていた。シンクレアはZX81がBBCの候補となることを望んでおり、そのために働きかけを行った。彼はZX80が既に4万人のユーザーを獲得していると指摘し、番組が始まるころにはZX81のユーザーは10万人に達しているだろうと主張した。なお、この主張は少なく見積もりすぎており、実際にはその頃のユーザーの数は40万人以上に達していた。
1981年1月、ZX81のプロトタイプがBBCの代表者に対して披露された。一方ライバルのエイコーン・コンピュータは Acorn Atom をベースにした Proton というコンピュータを提案していたが、その時点ではプロトタイプも存在しなかった。結局エイコーンが契約を勝ち取り、BBC Micro はエイコーンから1982年1月に発売された。番組プロデューサー Paul Kriwaczek は1982年3月の Your Computer 誌のインタビューで次のように説明している。
シンクレア (ZX81) のような非常に貧弱なものをBBCが売ることには、私は否定的だった。シンクレアのマシンは拡張できず、基本的に使い捨てのように消費される製品だ。プログラミングの学習が主眼だが、私はBASICでのプログラムを学ぶことだけでコンピュータの未来が開けるとは信じられない。
シンクレアはBBCの決定を辛辣に批判した。エイコーンがBBCの契約を勝ち取った直後、イギリス政府は学校で購入する際に半額を補助する推奨コンピュータの一覧を発行。シンクレアのコンピュータはその一覧に掲載されなかった。これに対してシンクレアは学校向けにZX81を半額で提供するキャンペーンを展開し、16kBの拡張RAMモジュール付きで60ポンド、プリンターも半額でつけて総額90ポンドで販売した。政府の推奨システムは最低でも130ポンドであり、シンクレアのキャンペーンで2,300台が学校に売れた。

### 開発と製造

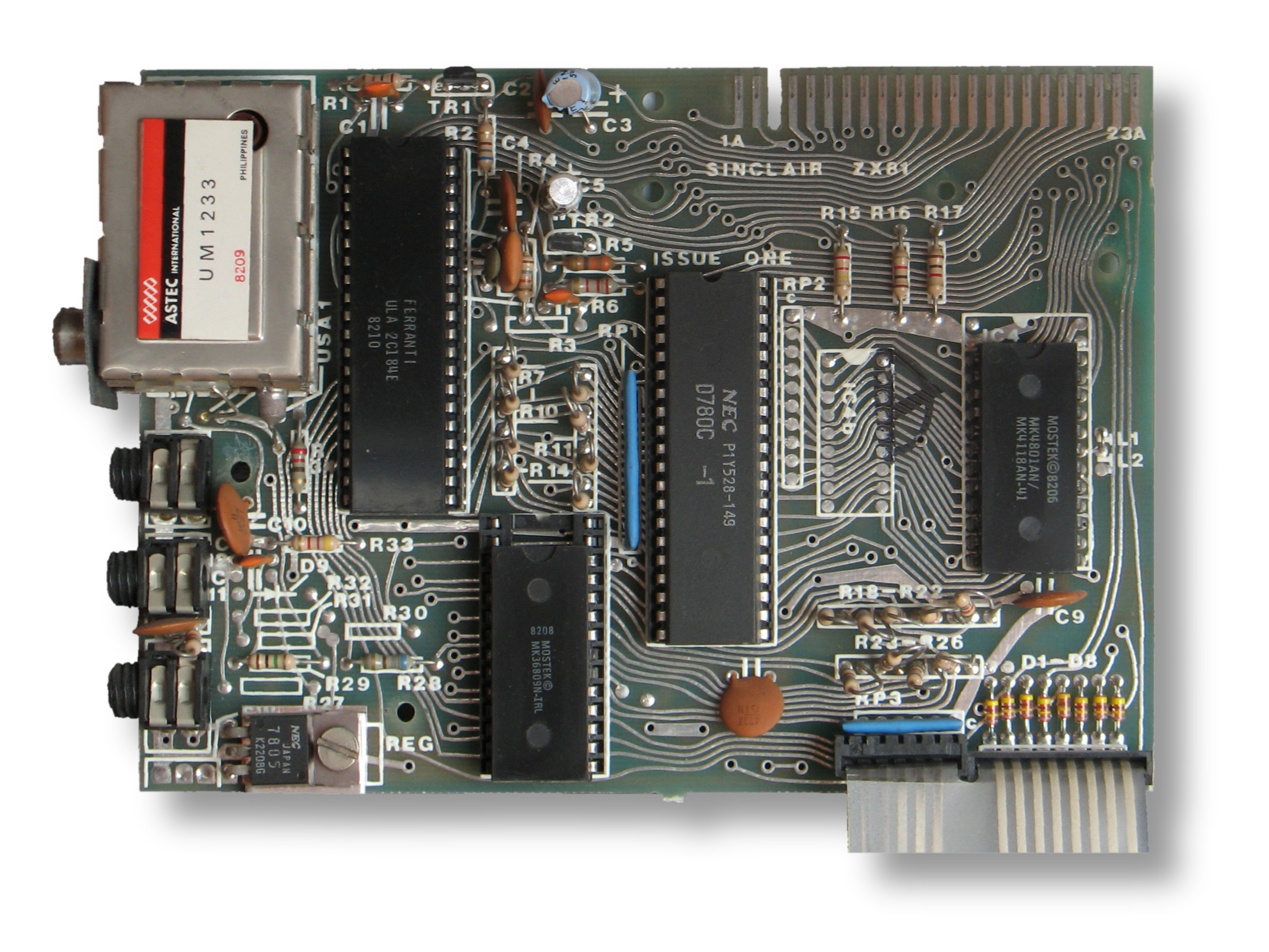
ZX81のマザーボード。Issue One バージョン。左にあるチップがフェランティ製ULA、中央にあるのがNEC製μPD780C-1。左端にRFモジュレータがある。下端右にあるリボンケーブルでキーボードと接続する。

ZX81は、ZX80発売前から開発が始まっていた。シンクレアのチーフエンジニアであるジム・ウェストウッドは、ZX80の部品点数を減らしコスト削減する仕事を指示された。また、ZX80で指摘されている問題点の改善にも努めた。ウェストウッドらはZX80で使用している18個のICを1つのULAにまとめることで大幅にコストダウンできると結論した。ULAはゲートアレイとも呼ばれ、回路素子は予め決まった配置でウェハ上に形成されており、顧客の指定した回路を金属配線層で構築することでコストダウンを図るものである。フェランティはウェストウッドの設計を新たな技術革新として歓迎し、その新チップの製造を請け負った。ZX81は4チップだけで構成されており、例えばTRS-80は44個のチップで構成されていた。ULA上の論理ゲートは70%しか使われない予定だったが、シンクレアは全論理ゲートを使用してULAを最大限に生かすと決定した。しかし、このために動作中のULAが異常に発熱する結果となった。ZX81を冷やすために、ケースの上に冷えたミルクを載せたという言い伝えもある。
ZX81のROMはZX80の倍の8kBとなった。これにより、ANSI Minimal BASIC をより完全に実装可能となった。これを Sinclair BASIC と呼んだ。クライブ・シンクレアは、ZX80のROMソフトウェアを開発した Nine Tiles という企業に ZX81 用のROMの中身の開発を依頼した。コーディングしたのは同社オーナーのジョン・グラントと、1980年1月に入社したスティーブ・ヴィッカーズである。グラントがZX81のハードウェアを駆動する部分を担当し、ヴィッカーズが新しいBASICとマニュアルを担当した。シンクレアからの指示は大雑把だったが、ZX80の主要問題点への対処を第一とし、プログラミングと計算に実用的に使えることを課題とした。ヴィッカーズは後に次のように述べている。
クライブに関して言えば、マシンに何ができるのかという問題ではなく、彼が設定した予算内でどれだけのものを詰め込めるかという問題だった。最も強く指示されたのは、ZX80の数学パッケージをZX81で改善せよという点だった。
新ROMはZX80にはなかった浮動小数点演算機能を搭載し、三角関数なども実装した。ZX80では整数しか扱えなかった。グラントが導入した新機能としてBASICコードの文法チェッカーがある。当時、BASICプログラムは実行してみないとエラーになるかどうかわからなかったが、ZX81ではプログラム入力時に文法をチェックしてエラーを表示できた。ヴィッカーズは、平方根の計算を間違えるというバグを作りこんでしまった。0.25の平方根を計算すると、1.3591409 という間違った値が出力されるバグである。これは ZX Printer 用のコードをROMに統合した際に生じたバグだった。後に修正されたが、バグの存在が論争を呼び、シンクレアは一部の初期出荷版ZX81のROMを交換することになった。ヴィッカーズの執筆したマニュアルは好評で、1983年には「BASICの古典的教科書の1つ」と言われるようになった。
ZX81の外観のデザインは以前と同様リック・ディッキンソンが行い、ZX80の楔形ケースをアップデートしたものを生み出した。今回は射出成形が使えるようになり、より高品質なケースが製造可能となった。当初ディッキンソンはZX81の後ろに数珠繋ぎに周辺機器を接続して拡張するという方法を描いていたが、この方向性はとりやめになった。デザインには全部で6か月かかった。

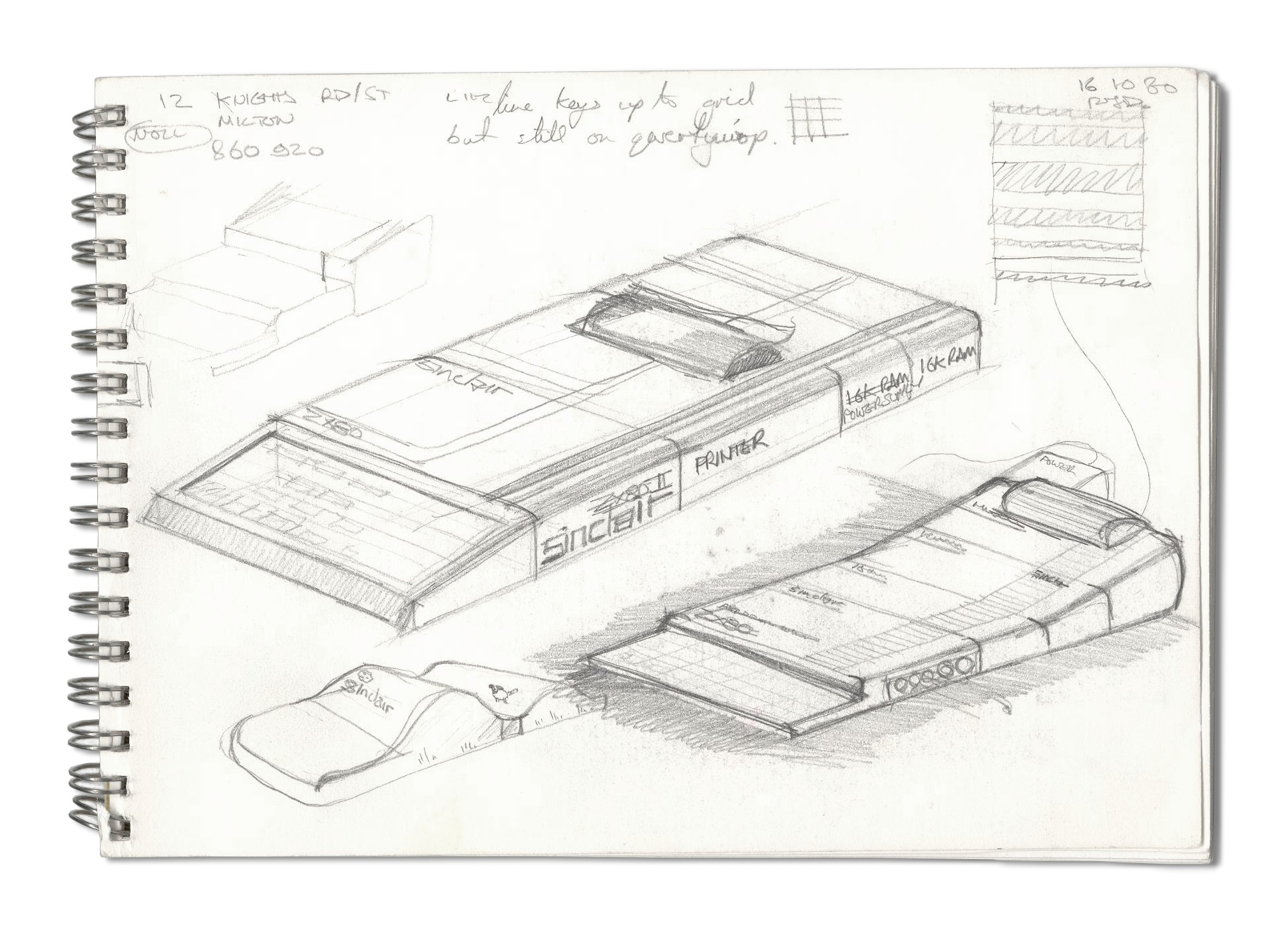
ZX81のデザイン用にリック・ディッキンソンが書いた絵の1つ。後ろに各種周辺機器を数珠繋ぎにする手法の一部としてデザインされている。

ZX81は1981年3月5日、完成品と組み立てキットの2つのバージョンで発売された。どちらもタイメックスがスコットランドのダンディーの工場で生産した。タイメックスは機械式腕時計で知られた製造業者だが、エレクトロニクス製品の製造経験がなく、製造を請け負わせる業者としては最良の選択ではなかった。腕時計市場にデジタル時計とクォーツ時計が登場し、機械式時計を主力としていたタイメックスは利益がほとんどゼロという苦境にたたされ、1980年代の初めに経営危機に陥っていた。タイメックスのフレッド・オルセンはこの流れを読み、新たな事業分野への進出が必要だと判断した。
タイメックスのこの方針転換はシンクレアにとって理想的なタイミングだった。ZX80は予想より大量に売れ、シンクレアの既存の生産委託先だった小さな会社では需要に応えるだけの生産能力がなかった。タイメックスは1980年後半からZX80の生産を引き継いだ。これはシンクレアとタイメックス双方にとってうまくいき、タイメックスはZX81の生産も請け負うことになり、ダンディー工場の主な収入源となった。シンクレアは当初月産1万台を予定していたが、発売後1年以内に月産3万台に増やすことになった。しかしタイメックスは当初、需要を満たすだけのZX81を生産するのに様々な問題を抱えていた。その結果、通信販売でZX81を注文してから配達されるまで最長9週間かかることになった。注文後28日以内に届けるというのが当初からの約束だったが、これを守れるようになったのは発売から5か月後の1981年9月のことである。ZX80を既に購入していた顧客に対しては、20ポンドでZX81のROMだけを購入し、ZX80の回路基板にそれをはんだ付けするだけでZX81と同等になるという選択肢があった。
ZX81の信頼性は議論を呼ぶ問題だった。主要販売業者の1つであるW・H・スミスは、ZX81を3分の1ほど多く注文し、故障したマシンを十分に交換できるだけの在庫を確保するという方針を採用した。アメリカでも同様の問題が報告されており、出荷されたZX81のうち正しく動作したのは3分の1程度だったと示唆する当時の報告書もある。しかしシンクレアの公表したデータでは、組立キットの返品率は13%だが、完成品の返品率はわずか2.4%だとしている。クライブ・シンクレアは信頼性問題を強く否定していた。
我々のコンピュータの故障率は世界的に見ても低く、そのために我々は品質を保つ努力を継続している。ZX81の生産ラインは効率化の奇跡であり、10秒に1台のペースで生産している。そして、驚異的な検査工程を通る。また、部品点数が極めて少ない。他社は40個のチップを使用しているが、我々はたったの4個である。
組立キットの故障率が高いのは、部品の挿入やはんだ付けで間違いを犯し、回路を壊してしまったからだとされた。ただしシンクレアは、キットと完成品の両方について電源装置に問題を抱え続けていたことを認めている。より大きな問題はシンクレアのアフターサービスの欠如だった。ニュー・サイエンティスト誌でロビン・クラークは「史上最悪のアフターサービス体制の1つ」と評している。フィナンシャル・タイムズ紙は「クライブ・シンクレアのオフィスは返品されたコンピュータであふれており、修理には何か月もかかる」と記した。返品に対して代替品を送る遅さや新規注文への配達の遅さにより、シンクレア・リサーチは顧客サービスが貧弱だというやっかいな評判を得たことを意味する。

### マーケティング
ZX81のマーケティングは、シンクレアが長年（1971年から1985年まで）使ってきたマーケティングエージェンシー Primary Contact（現在はオグルヴィ&メイザーの一部）が請け負った。シンクレアが勃興期のホームコンピュータ市場に参入することは Primary Contact にとっても大きな挑戦だった。それは、ホビーストだけでなく、コンピュータに触ったこともない一般大衆にどうやってこの製品を売るかという問題だった。MicroScope 誌のデイヴィッド・オライリーは、そのやり方を一途な「ユーザーフレンドリー戦略」と評した。Primary Contact のクリス・フォークスは「我々は神童でなくとも使えることを示すことで、パーソナルコンピュータを大衆市場にもたらした」と説明している。クライブ・シンクレアは1982年、Your Computer 誌のインタビューで次のように述べている。
2つの大きな市場がある。ホビーストと一般大衆だ。ホビーストに売れることは絶対確実だった。我々はその市場についてよく知っているので、彼らにとってよりよい製品を提供できると知っていた。一般大衆市場についての予測は不確かだった。そこで、十分安い価格でコンピュータと自習書を通信販売したら、一般大衆も買うだろうと考えた。そしてもちろん、そうなった。
アメリカ市場について、アナリストのベン・ローゼンは、ZX81があまりにも安かったので「シンクレアはそれまでコンピュータを所有することを考えもしなかった人々を相手に全く新しい市場を開拓した」と述べている。クライブ・シンクレアはZX81を当初から大量生産するにあたって、一般大衆にも売れるという当て推量が根底にあったことを認めている。「一般大衆がそのようなコンピュータを欲しがるだろうということは推測にすぎなかった。実際そうなったし、多くの人々が熱心にマシンを使っていると聞いている」 ニュー・サイエンティスト誌では1986年に過去を振り返って次のように記している。
クライブ卿のマーケティング戦略の成功は、100ポンドの大台より安く製品を提供できると主張することでコンピュータの「概念」を格下げしたことにある。その目的のため、普通のキーボードやモニター、十分な容量のメモリ、効率的な二次記憶装置といったものを次々と剥ぎ取っていき、「コンピュータ」の安価な模造品を作り上げた。市場イメージはそのコンピュータが実際にできることよりも重要だったが、若者たちはその新しいガジェットのために「存在理由」となる新たな用途としてコンピュータゲームを熱心に提供した。アクセサリをそろえれば、Z80プロセッサを搭載したこのマシンをおもちゃから非効率だが有益なマシンに変えることもできたが、ZX81の成功は主にコンピュータ・テクノロジーについての無知に起因している。
キャンペーンの中心は派手な広告だった。シンクレア・リサーチは比較的小さい企業だが、派手に広告を打つという方針を貫いてきた。誇張し、推奨し、愛国心に訴え、推薦文を使い、見開きの目を引く絵や写真を掲載し、月ごとに違う広告を掲載し、シンクレアの通信販売に客を呼び寄せようとした。ZX81の新発売を告げる広告が、その手法をよく表しており、英語版記事に画像がある。見開きの中央にZX81とシンクレア純正の周辺機器の写真が置かれている。そして、最大の目玉である価格が一番大きな活字で強調されている。ZX81の利点は、見出しのスローガン「シンクレアZX81パーソナルコンピュータ - あなたと共に成長するシステムの中核」という言葉で示されている。また、スティーブ・ヴィッカーズが書いたマニュアル ZX81 BASIC Programming が強調されており、「基本原理から複雑なプログラムまで網羅したBASICプログラミングの完全なコース」とある。ZX81の教育的利点も強調されており、技術的利点もあまり専門用語を使わずに説明されている。例えば、BASICのコマンドをキーボードの各キーに対応させ1バイトのトークンで表してメモリを節約していることを、「やっかいな多くのタイピングを排除」と説明している。また、イギリス製であることも強調していた。アメリカ合衆国での広告では、次のようにZX81の意図するところを描いている。
シンクレアZX81なら100ドル以下で、すぐにパーソナル・コンピューティングを始められます。お子さんがコンピュータを理解することは将来きっと役立つでしょう。そして、今後仕事や家庭でコンピュータを購入する際の心構えができるでしょう。
このように広告を重視する手法は、シンクレアが通信販売を主としていたためである。大々的に広告を打つことで事前にコストがかかるが、それによって手堅い商売をしているという印象を与えることにもなる。最初に大々的に広告を打つと現金が急激に流入してくるが、同時に広告主は急増する需要に応えるだけの十分な製品を保持している必要がある。また、広告は店頭での販売への布石でもある。クライブ・シンクレアは「通信販売で購入する割合は高くないが、広告を見せておけば、店頭に製品が現れたときに顧客を備えさせる効果が期待できる」と述べている。
シンクレア自身は自ら顔を出してキャンペーンの中心となり、シンクレア・リサーチは日米企業の技術力とマーケティング力に挑戦する勇敢なイギリスの挑戦者として描かれた。デイヴィッド・オライリーは「広告をうまく使い、ブリトン人の血を受け継いでいるというイメージを広めることで、シンクレアは業界の有名人になった」と記している。大衆的メディアはこのイメージに飛びついた。「クライブおじさん」というペルソナを生み出したのは、Personal Computer World のゴシップ・コラムニストと言われている。シンクレアは夢想家の天才ともてはやされた。ザ・サン紙は「ダ・ヴィンチ以来の最も偉大な発明家」と評した。イアン・アダムソンとリチャード・ケネディが述べているように、シンクレアの偶像は、マイクロコンピュータ開発者の範囲を超えて成長し、「イギリスを技術的ユートピアへと導く先駆的研究者」と見なされるようになった。
シンクレアの経歴が示している通り、価格の安さがマーケティング戦略の中心だった。ZX81は70ポンド以下を目標に設計され、69.95ポンド（完成品）と49.95ポンド（キット）で発売された。シンクレアの発行した小冊子で、ZX81と他の4つのライバル、Acorn Atom、Apple II Plus、Commodore PET、TRS-80を比較したものがある。最も強調されているのは価格差で、Apple II Plus の630ポンドが最も高く、ZX81の70ポンドが最も安い。シンクレアの比較でも、Appleの方がずっと高機能とされている。
シンクレア自身は価格決定に際して、ボストン・コンサルティング・グループの開発した経験曲線を適用したと述べている。シンクレアが電卓市場での経験で得た知識として、製造コストの3倍の価格で売るよりも2倍の価格で安く売った方が最終的な収益は高くなるという。ZX81を高価な新製品として市場に投入するという昔ながらの戦略もあり得たが、シンクレアはその戦略を採用しなかった。実際には競争相手が追いつく前に絶対的なリードを確保するため、より安く売る戦略を採用した。
シンクレアのマーケティング戦略の基本は、シェアを保つために戦略的な間隔で製造コスト削減を行うことである。イアン・アダムソンとリチャード・ケネディはこれについて「（シンクレアの手法は）市場でのリードを確保し、それをさらに広げることで、競争相手をうろたえさせる。多くの企業は売り上げが急激に低下すると価格を下げるが、シンクレアは売り上げがピークに達するとすぐに価格を下げる。この方式の利点は、製品の販売促進が効果を発揮しているうちに購入を迷っている潜在的顧客を捉える点で、それによって競争相手が混乱するという効果もある」と記している。
この戦略は大いに成功した。ZX81の売り上げは後継機の ZX Spectrum が登場すると低下した。そこで1982年5月、ZX81の完成品の価格を49.95ポンドに引き下げている。翌年の4月にはさらに10ポンド値下げしている。より高性能な競争相手が出てきても、ZX81は発売から2年以上経過した1983年7月の時点で月に3万台を売り上げていた。そのころには累計で150万台を売り上げている。

### 流通

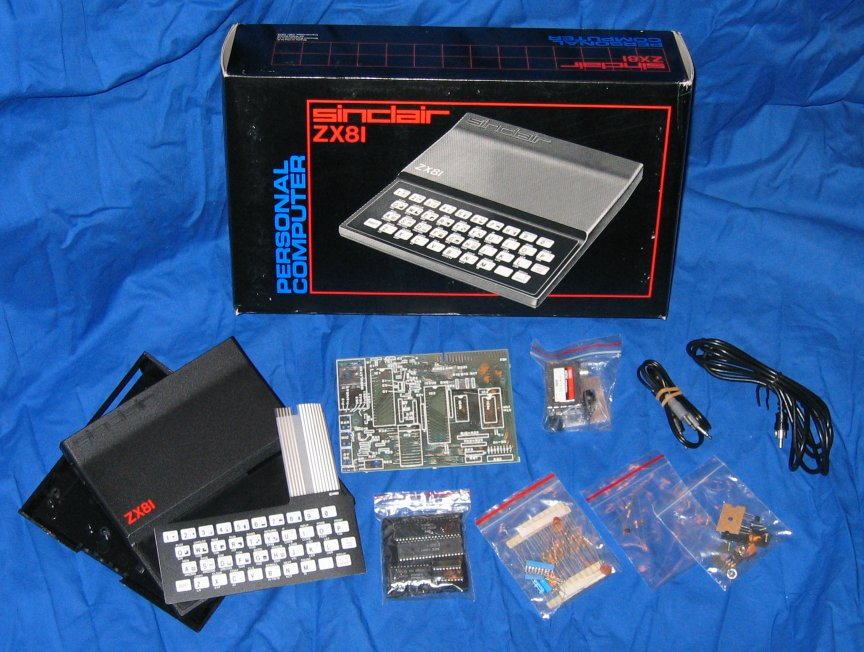
組立キット版のZX81。通信販売でシンクレアから購入したもの。

ZX81の販売経路は成功の重要な部分であり、イギリスでのコンピュータ販売方法の分岐点となった。もともと通信販売業者だったシンクレアだが、大衆市場に製品を行き渡らせるには、小売店での販売が欠かせない。幸運なことに、W・H・スミス（書籍、雑誌、文房具などを販売するチェーン店）がその機会を提供してくれた。W・H・スミスは1970年代に停滞期に入り、企業イメージ活性化と商品範囲拡大のための手段を探していた。
W・H・スミスは1970年代末にはオーディオ機器やカメラや電卓を売り始めていたが、大成功というわけではなかった。1980年、同社のマーケティング開発マネージャであるジョン・ローランドは、コンピュータ関連の書籍や雑誌を売るコーナーの設置を思いついた。しかしその分野の多くの商品はアメリカ合衆国からの輸入品であり、比較的高価だったために売れ行きは芳しくなかった。ZX80が成功しているのを知ったローランドはシンクレアに接触し、ZX81のプロトタイプを見て、発売後6か月間の独占販売契約に合意した。ローランドは「コンピュータ書籍コーナーを充実させるために実際のコンピュータを（ソフトウェアや新品のカセットテープと共に）置いて呼び水にしようと考えた」と述べている。
ZX81を店頭で売ることは一種の賭けであり、当初ローランドの同僚たちはそのやり方に懐疑的だった。仕入れ担当は店舗ごとに10から15台が売れるぐらいだろうと考えたという。ローランド自身は最初の5か月で1万台、シンクレアの通信販売の1か月分程度と考えていた。イギリス初の100ポンドを切ったホームコンピュータとして99ポンドで発売すると、W・H・スミスにとっても大きな成功となった。コンピュータコーナーは熱心な客でごったがえし、マシンの実演を行えるよう訓練した300人のスタッフは忙殺された。フィナンシャル・タイムズの特派員は「W・H・スミスの店内に置かれたZX81の周りには小中学生が群がっており、当惑させられる」と記している。1年間でW・H・スミスは35万台のZX81を売り上げ、約1000万ポンドの利益を上げた。周辺機器、ソフトウェア、書籍、雑誌の売り上げによる利益はさらに大きい。
他の小売業者もすぐにこれに追随した。W・H・スミスの独占販売期間が終了すると、Boots、John Menzies、Currys といったチェーン店がZX81を扱うようになった。海外での販売権を求める企業も多数出現し、1982年3月までに18カ国で販売されるようになった。アメリカでは1981年11月、149.95ドル（完成品）と99.95ドル（キット）で発売。これには通信販売でイギリスから直接販売する方式を採用した。1982年1月には月に1万5千台を売り上げ、同時にアメリカン・エキスプレスも数千台を売り上げている。1982年2月、タイメックスがアメリカ国内の小売店での販売ライセンスを得て、売り上げの5%をロイヤリティとしてシンクレアに支払う契約を結んだ。後にタイメックスはライセンスを得た上でZX81のクローンも製造販売した。
ZX81はイギリスの空港の免税店で一時期販売されていた。しかしこれは、西側の最先端技術製品が東側諸国に渡ることを防ぐ政府の輸出制限に抵触することが判明した。ソビエト連邦や他の東欧諸国からの旅行客が自国の産業にテクノロジーを移転するために西欧諸国で様々な商品を入手していくことは珍しくなかった。1983年、イギリス政府は空港でZX81を販売することを禁止した。中華人民共和国に対してはそのような制限はなく、1983年11月、シンクレア・リサーチは広州市の工場にZX81のキットを輸出し、その工場で組みたてを行い、中国国内で販売する契約を結んだことを発表した。
オランダではシンクレアのZX81も販売されていたが、同時にバング&オルフセンのブランドで Beocomp と名付けて販売していた。

## 日本での展開
日本では三井物産が総代理店となって1981年末より輸入販売を開始した。完成品のみで当初の販売価格は38,700円、当時の為替レートで換算すると83ポンド相当である。これは当時のポケットコンピュータと同価格帯で、テレビモニターに繋げられるコンピュータとしては破格だった。ZX81は1982年7月までに通信販売で5千台を売り上げた。
この反応に気をよくした三井は、年間売り上げを2万台と予測し、1982年9月から大型書店などで販売を開始。しかし日本のパソコン市場は御三家の力が圧倒的に強く、また松下通信工業がZX81よりも性能が良く最初から16KBのRAMを搭載したJR-100を54,800円で発売すると、ZX81の価格的優位性もなくなった。のちに29,800円に値下げするも、ZX81はほとんど売れなかった。

## 評価

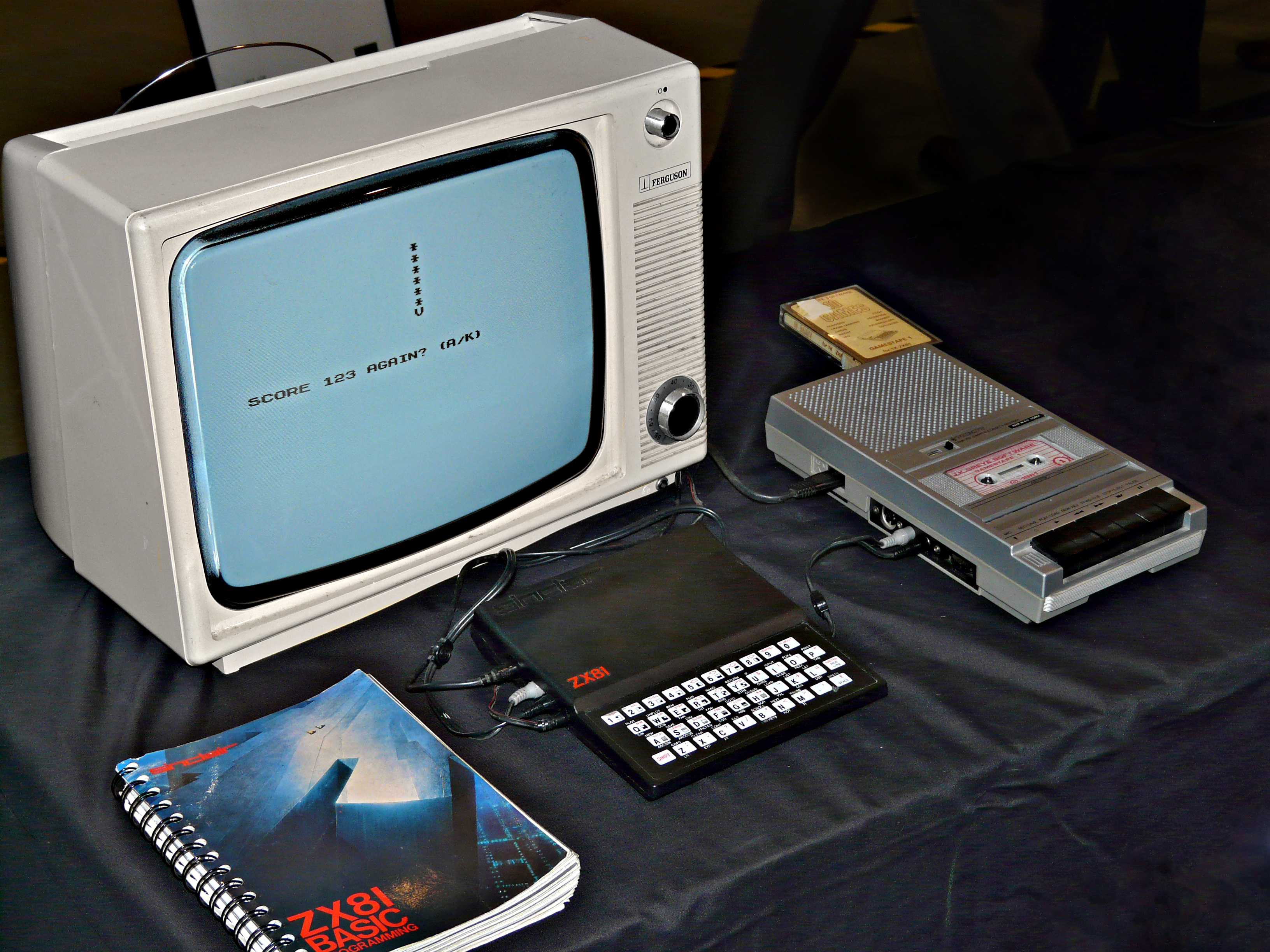
典型的な構成例。カセットレコーダーとモノクロテレビを接続している。

ZX81のレビューは、その価格性能比の高さを強調したが、同時に技術的欠点も指摘していた。ティム・ハートネルは Your Computer 誌で「ZX81は喜びと失望の両方だ」と書いている。彼はマニュアル、表示と文字列操作などのZX80からの改良点を賞賛し、「それまで値段が高くて手が出せなかった人にとっては最初のコンピュータとして最適」だとした。しかし内蔵メモリが小さすぎ、「何か意味のあることをしようとすれば」メモリ拡張パックが必須だと指摘した。また、レビューするに当たって正しく動作するマシンを得るまでに2回交換する必要があったことを明かし、非常に信頼性が低いと指摘した。
ニュー・サイエンティスト誌のマルコム・ペルトゥは「特にコンピュータ愛好家にとっては金額に見合う大きな技術的価値がある」と評したが、それ以外の人々は「基本システムにすぐさまうんざりさせられそうだ」と書いている。また、マニュアルと付属ソフトウェアの弱点を指摘し、「ハードウェア本来よりも制限をきつくし、使いにくくした設計だ」と批判し、エイコーンやコモドールのより強力なコンピュータを買うために金を貯めた方がよいかもしれないと書いている。ZX81はBASICプログラミングの学習にはある程度の価値があり、コンピュータに対する心理的障壁を低くしたという功績は認められるが、「実施にコンピュータに不慣れな者がシンクレアのシステムを使ってコンピュータによる情報システムの価値や性質を理解するには、品質問題など乗り越えなければならない問題が多々ある」と結論付けている。
Personal Computer World 誌のデレク・コーエンは1981年5月に休暇をとったが、その間に同僚たちによりZX81のレビューが掲載された最新号が発刊された。その表紙はZX81とチンパンジーの写真だった。その後も同誌でシンクレアのマシンをレビューする際にはチンパンジーが登場した。レビューを書いたのは同誌スタッフのデイヴ・テバットで、いろいろと欠点はあるが、何よりも安いと評価した。彼はZX81について「大金を費やさずにコンピュータについて知りたい人々には最適の製品」と評し「あなたがコンピュータについて初心者で、それを探究するのを楽しみたいなら、このマシンはそのための安価な手段を提供する。子どもたちはZX81を愛するだろうし、何も疑問を持たないだろう。コンピュータに詳しい人もちょっとした楽しみのために買うかもしれない」と結論付けた。
フィナンシャル・タイムズのポール・テイラーは、ZX81を「ホームコンピュータの楽しい入門に適した協力で柔軟なコンピュータ」だとしたが、様々な制限があることも警告している。ソフトウェアがまだ揃っておらず、キーボードが扱い難く、アーケードゲームを再現するにはグラフィックスが貧弱で、内蔵メモリが余りにも少ない。しかしそれでも、「ZX81はユニークなイギリス製の製品で、おもちゃでもあり、パズルでもあり、学習用の道具でもあり、コンピュータが指示されたことをするだけの機械だと認識しているなら、それがホームコンピュータという趣味への入門として最適だと思う」と示唆した。
デイヴィッド・バブスキーはZX81を「素晴らしく知性的な小さなマイクロ（コンピュータ）で、あなたの時間を浪費しないし、馬鹿にされたような気にもさせない」と評した。Which Micro? 誌のZX81と IBM PC を比較した記事で、ZX81のユーザーフレンドリー性と入力時のBASICプログラムの文法チェック機能を賞賛し、「初心者なら全てのマイクロコンピュータに搭載して欲しいと思う機能だ」とした。

## 周辺機器とソフトウェア

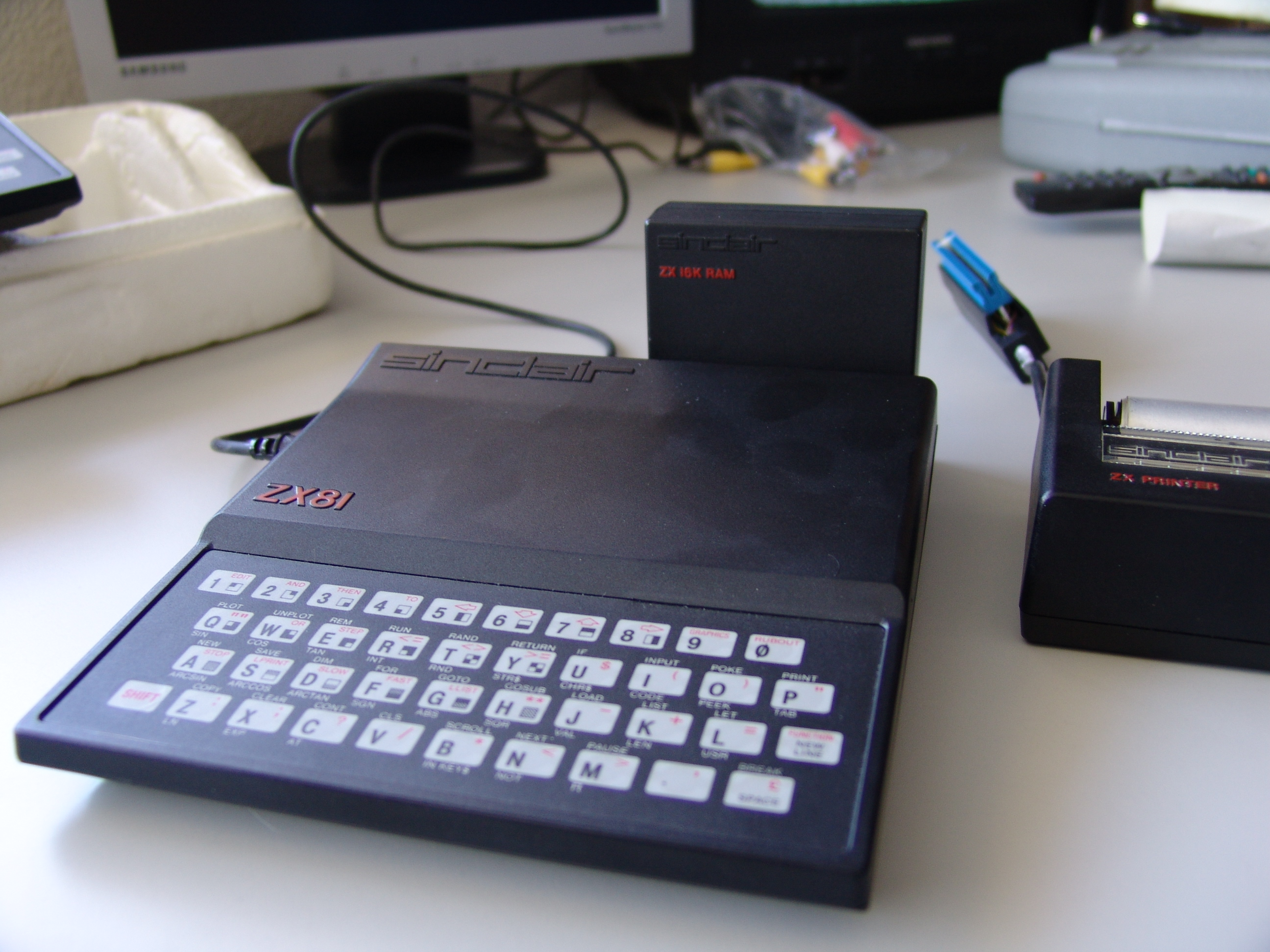
純正周辺機器を接続した ZX81。ぐらつきやすいことで有名な 16kB RAMパックとZXプリンター

ZX81の成功により、すぐさま愛好家たちが様々な周辺機器やソフトウェアを生み出し始めた。クライブ・シンクレアはその様子を「楽しみ、喜んだ」が、その需要を満たす努力はほとんどせず、実入りのよい市場をサードパーティの供給業者に事実上明け渡し、多くの潜在的収益を逃した。例えばW・H・スミスはZX81の特殊性を利用して収益を上げている。ZX81に接続するカセットレコーダーとしては音楽用の高音質なシステムよりもモノラルの音質の悪いものの方が信頼性が高かった。そこでW・H・スミスは極東から安価なカセットレコーダーを大量に仕入れ、W・H・スミスのロゴを貼ってデータレコーダとして販売した。18か月で10万台以上を売り上げたという。
専用のプリンターはスパークプリンターと呼ばれる。
シンクレアがリリースした公式な周辺機器は2つしかない。16kBのRAMパック（ZX80向けにも同じ物をリリースしているが、ロゴを変更している）とZXプリンター (en) である。どちらもZX81の後面にあるエッジコネクタに接続する。どちらも当初49.95ドルで発売されたが、問題を抱えていた。RAMパックは重心が上にあり、しかも下部のエッジコネクタでのみ支えられていた。そのためぐらつきやすく、コネクタから外れてメモリ内容を失ってしまうということがよくあった。そこでユーザーは、チューインガムや両面テープや壁紙用接着剤などで問題に対処した。ZXプリンターは小さな放電破壊プリンターで、プリンター付電卓などで使われた方式のものである。単色印字で専用紙が必要。感熱式プリンターとは異なり、アルミニウムで覆われた紙の上でスパークを発生させて印字する。印字時のオゾン臭が特徴。印字直後は問題ないが、時間が経つと印字が読み取りにくくなる。
ZX81の欠点に対処する周辺機器やシンクレアが取り組まなかった多くの機能を提供する周辺機器が登場した。タイプライタ風のしっかりしたキーボード、最大64kBまでのぐらつきのないRAMパック、より高度なプリンター、サウンドジェネレータなどである。さらにはハードディスク用インタフェースも登場し、クライブ・シンクレアは「本来の美をまったく損ないすぎる」と評した。様々なソフトウェアもリリースされた。ZX81の発売からわずか1年で約200の企業が創業し、シンクレア互換のハードウェアの製造販売を開始した。そのような企業を立ち上げたのはコンピュータの専門家ではなく、フィナンシャル・タイムズによれば「学校教師、公務員、電気技師などが空き時間を利用して小規模に製造していた」という。
ZX81の爆発的人気を示す例として、1982年1月、公務員のマイク・ジョンストンが組織してウェストミンスター・セントラルホールで開催された "ZX Microfair" がある。最大収容人数650人のホール内で70人が出展者としてブースを設置し、来客数としては数百人を予定していた。しかし実際には12,000人を越える人々が集まり、群衆を整理するために警察が呼ばれる事態となった。多くはこのイベントのために地方から出てきた人々で、数千人がホール前で行列を作り、最高3時間待たされた。出展者はこのイベントで数千ポンド分のソフトウェアやハードウェアを売りさばいた。

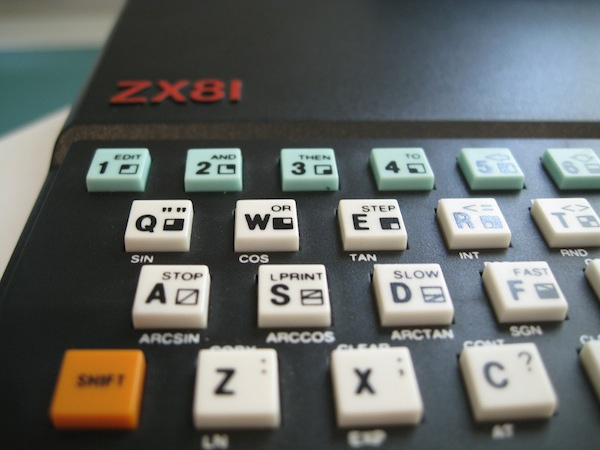
ZX81購入者はキーボードをサードパーティ製のものに置換することが多かった。

数千のZX81用プログラムが発売された。印刷されたソースリストの形だったり（ユーザーが自分で打ち込む）、カセットテープからロードする形のアプリケーション製品だったり、様々である。ZX81用プログラムのリストを掲載したコンピュータ雑誌が多数存在した。例えば Sinclair Programs はそのようなリストだけを集めた雑誌である。誰でも自宅でゲームやアプリケーションを作り、広告を出し、テープにダビングして売ることができた。中にはソフトウェアハウスを創業し、プログラマ（一部は学生）のチームを雇い、ZX81などのコンピュータ向けにプログラムを開発した者もいる。既存の企業の中にも便乗した会社がある。PSIONはシンクレアと密接に連携し、フライトシミュレータなどZX81用プログラムをいくつも開発した。ICLは3か月でZX81用プログラムを格納したカセットテープを10万本売り上げた。PSIONはZX81で成功し、そのことが同社の将来に大きな影響を及ぼすことになった。ZX81用データベース Vu-File を開発したことがきっかけで携帯情報端末の開発に注力するようになり、1984年には Psion Organiser を発売した。一部のZX81用ゲーム（PSIONのフライトシミュレータなど）は、後にカラー表示とサウンド機能が強化された ZX Spectrum にも改良されて移植された。
表示機能な貧弱なZX81でも冒険的なプログラマたちはゲームを開発した。有名なゲームとして 3D Monster Maze がある。一人称視点のゲームで、迷宮の中をティラノサウルスに追われて逃げるゲームである。BASICと機械語を組み合わせて書かれており、ホームコンピュータ用の世界初の3Dゲームと言われることもある。
シンクレア製コンピュータの人気にあやかった奇妙なソフトウェア製品が音楽会社から発売されている。1983年、EMIは Chris Sievey のシングルのB面にZX81用プログラムを収めた。アイランド・レコードは、バズコックスのピート・シェリーのアルバム XL1 に ZX Spectrum 用プログラムを同梱した。
X-YプロッタZY-11がオプション周辺機器として11万円で販売された。

## クローンと派生品

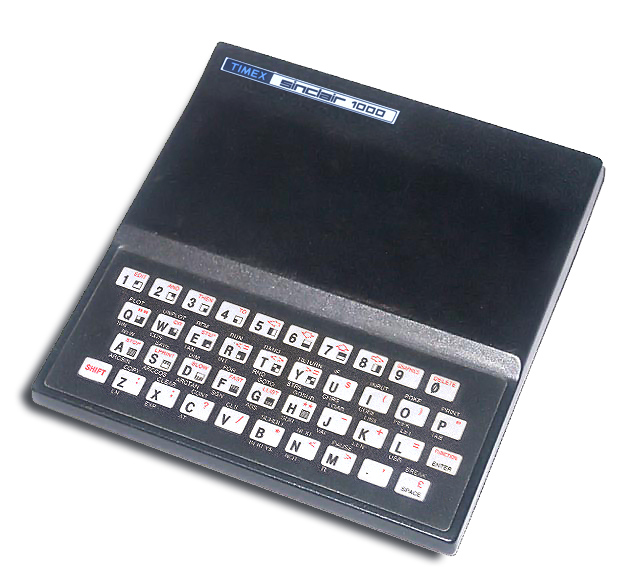
Timex Sinclair 1000 - ライセンス提供を受けてタイメックスがアメリカ市場に1982年から1983年にかけて投入した派生品。当初は大人気となったが、間もなく売り上げが急降下した。

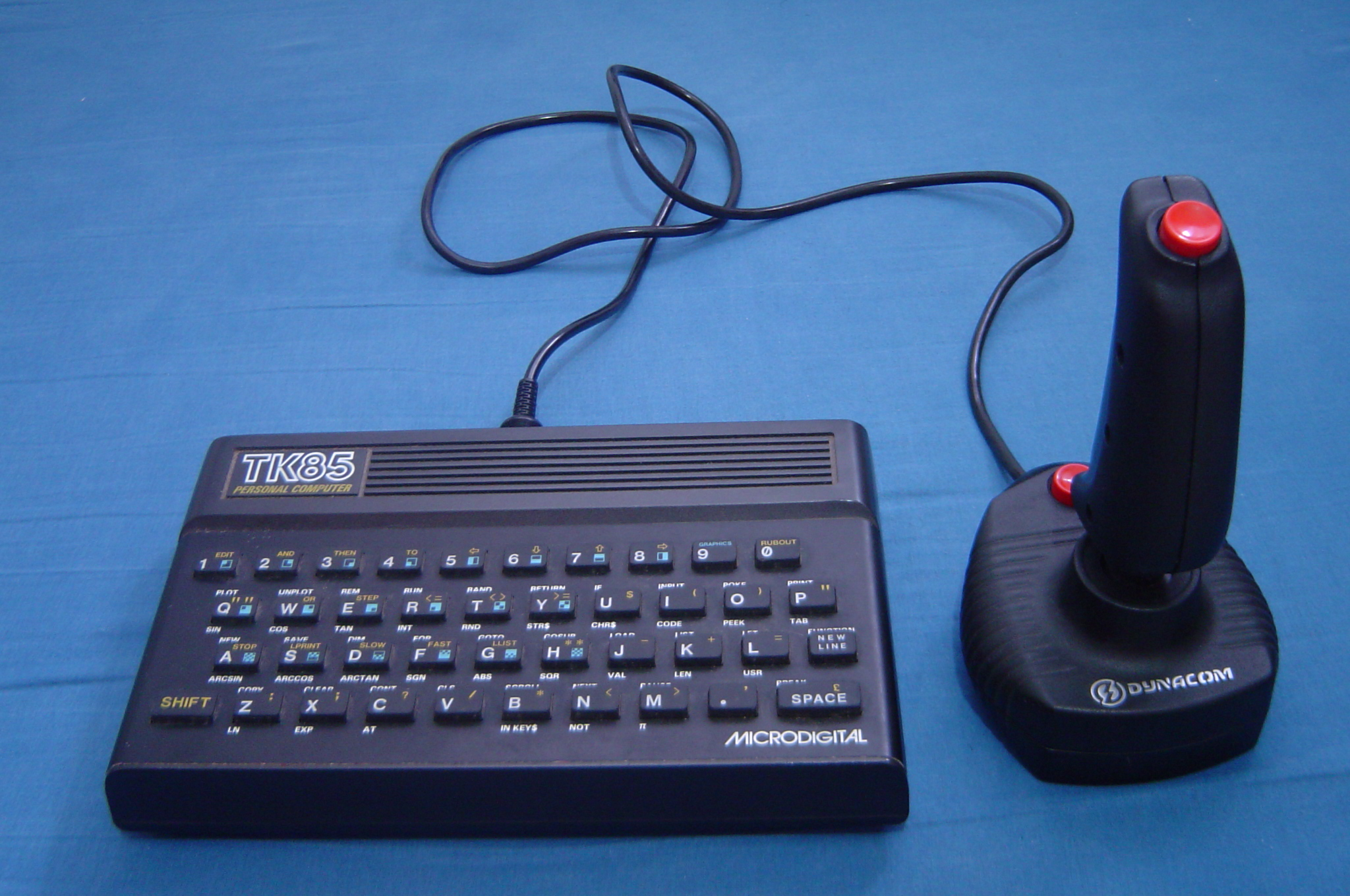
ブラジルで作られた海賊版ZX81クローン (TK 85)

シンクレアとタイメックスのライセンス契約により、タイメックスは3機種のクローンまたは派生品をアメリカ市場向けに開発した。ZX81の派生品である Timex Sinclair 1000 と Timex Sinclair 1500、ZX Spectrum の派生品である Timex Sinclair 2068 である。TS1000は1982年7月に発売され、注目を集めた。当日タイメックスには5,000件の問い合わせの電話があり、一週間で50,000件になった。基本的にはZX81と同じだが、1kBのメモリを余分に内蔵しており、トータルで2kBを内蔵している。発売から5か月で55万台を売り上げ、シンクレアはロイヤリティだけで120万ドルを得ることになった。
タイメックスはZX81の2機種目の派生品 TS1500 を開発し、1983年8月に発売した。メンブレンキーボードをやめ、ZX Spectrum に似たケースを採用し、16kBのメモリを内蔵している。ZX81とSpectrumのギャップを埋める機種である。しかしライバルが増えたことと、タイメックスがTS1000でマーケティングに失敗したことに起因し、TS1500は失敗に終わった。TS1000は当初大いに成功したが、拡張RAMパックを2, 3か月後まで発売できなかった。TS1000を購入した顧客は、家に帰って電源を入れてみて、メモリが小さすぎて何もできないことに気づいたという。
加えて、消費者の姿勢はアメリカとイギリスで大きく異なっていた。クライブ・シンクレアは Informatics 誌1981年6月号で「我々の競争相手は顧客がプログラミングを学びたがっていないと思っているようだ。我々（シンクレア・リサーチ）は、彼らがそのことと価格のせいで失敗すると思っている」と述べている。タイメックスも同様の考え方だったが、アメリカでは違っていたということになる。また、テキサス・インスツルメンツのTI-99/4AとコモドールのVIC-20が100ドルを切るレベルまで値下げし、TS1000の価格面の利点も帳消しとなった。アップル、アタリ、コモドール、TIといった競合他社はビジネスにも娯楽にも使えるマシンとして販売促進しており、実用的アプリケーションや美麗なグラフィックスやサウンドを売りとしていた。
TS1000の目新しさが帳消しとなり、プログラミングガイドが安価に出版されるようになると、アメリカの一般大衆はこのマシンでプログラミングを学ぼうとは思わなくなった。アメリカでは小売店に大量の在庫が残った。この経験から、小売店はタイメックス製品の在庫を抱えることをしぶるようになり、大手チェーン店はタイメックス製品を完全に扱わなくなった。
アメリカやイギリス以外のいくつかの国では、ZX81の海賊版が製造された。ブラジルでは、Microdigital Eletronica のTKシリーズ（例えば TK 85）や Prológica の CP-200 がある。アルゼンチンでは Czerweny Eletronica がCZ1000（ZX81クローン）とCZ1500（TS1500クローン）を製造した。香港では Lambda Electronics が Lambda 3000 を製造し、それ自体がさらに他社にコピーされるという事態になっている。韓国では金星電子が Famicom-30 として製造販売した。
全部がZX81をそのままコピーしたわけではなく、CP-200などは搭載メモリを増やし、キーボードも大きくなっている。多くはメンブレンキーボードではなくチクレットキーボードを採用している。イタリアの TELLAB が発売したクローン TL801 はZX80またはZX81をエミュレートでき、ジャンパの設定で変更可能になっていた。

## 影響
ZX81の直接の影響としては、シンクレア・リサーチとクライブ・シンクレアに富をもたらしたことが挙げられる。同社は1980-81年には売上高460万ポンド、税引き前利益81万8千ポンドだったものが、1982-81年には売上高2717万ポンド、税引き前利益855万ポンドとなった。クライブ・シンクレアはイギリスで最も有名な実業家で億万長者の1人となり、1万3千ポンドの給料のほかに100万ポンドのボーナスを得ている。また、女王の誕生日にナイトに叙され、1983年には Young Businessman of the Year を受賞した。
ZX81はイギリスの社会にも広くかつ長期に渡る影響を及ぼした。クライブ・シンクレアによればZX81の購入層は「適度に幅広く」、オブザーバー紙やサンデー・タイムズ紙の読者からザ・サン紙の読者までに及んでいる。中心となる年齢層は30代だった。1982年3月のフィナンシャル・タイムズによれば、購入目的の第1位は教育で、大人と子どもの両方を含むが、一般に子どもの方が素早くプログラミングを身につけた。イアン・アダムソンとリチャード・ケネディは、ZX81の人気は「普通の社会的な流行とは微妙に異なる」としている。最大のユーザーは10代から20代前半だったが、それより年上のユーザーも多く、子どものために買ったZX81に親が夢中になったというケースが多い。否定的側面を言えば、ZX81のブームはほとんど男だけのものだった。
ZX81の重要な影響の1つは、たくさんの人々を初めてプログラミングしてみようという気にさせたことである。これによりイギリスには他の国にはない独特のコンピュータ文化が生まれ、その後プロのプログラマが多数生まれることになった。ウィリアム・ギブスンの2003年の小説『パターン・レコグニション』では、ZX81が登場する。古いZX81を彫刻媒体として使っているアーティストが登場し、ZX81がイギリスの文化や知性に与えた影響を語る場面がある。
アメリカのテレビドラマ『マイコン大作戦』にZX81が登場した回がある。テレビの視聴率調査端末に不正なシステムが組み込まれた事件をZX81を活用して解決するという内容だが、犯人の名前がシンクレアだったり、主人公の少年がZX81の性能を酷評したり、表示画面が別物のパソコンだったりとあまり良い扱いではなかった。
ZX81で初めてコンピュータに触れた有名人としては、テリー・プラチェット（非常に原始的なワープロとして使ったという）やエドワード・デボノがいる。また、ZX81がきっかけでゲームクリエイターとなった人々としては、チャールズ・セシル、ラファエル・チェッコ、ピート・クック、デイヴィッド・ペリー、リアンナ・プラチェット、ジョン・リトマンがいる。
ZX81が発売されてから30周年となった2011年時点でも、ドイツ語と英語のフォーラムが活発に運営されている。
また、新たなハードウェアやソフトウェアの開発も続いている。たとえば次のような例がある。
- ZX81ベースのWebサーバ[121]
- ZXpand - SDカードインタフェースと32Kのコンフィギュレーション可能なメモリ拡張を組み合わせたハードウェア。オプションでジョイスティックポートとAYサウンドインタフェースもある[122]。
- クラシックゲームも新たに移植されている。例えば Mojon Twins の Nanako in Classic Japanese Monster Castle[123]や Bob Smith のVirus[124]がある。

### 書籍
- Adamson, Ian; Kennedy, Richard (1986). Sinclair and the Sunrise Technology. Harmondsworth, England: Penguin Books Ltd. ISBN 0-14-008774-5
- Bridgewater, Susan; Doyle, Peter (1998). Innovation in marketing. Oxford, England: Butterworth-Heinemann. ISBN 978-0-7506-4121-0
- Dale, Rodney (1985). The Sinclair Story. London: Gerald Duckworth & Co. ISBN 0-7156-1901-2
- Laing, Gordon (2004). Digital retro. Lewes, England: The Ilex Press Ltd. ISBN 978-1-904705-39-0
- Morris, Ben (2007). The Symbian OS architecture sourcebook: design and evolution of a mobile phone OS. Chichester, England: John Wiley and Sons. ISBN 978-0-470-01846-0
- Nash, John C (1984). Effective scientific problem solving with small computers. Reston, VA: Reston Pub. Co. ISBN 978-0-8359-1596-0
- Thomasson, Don (1983). The Ins and Outs of the Timex TS1000 & ZX81. Leighton Buzzard, England: Melbourne House. ISBN 0-86161-118-7
- Vickers, Steve (1982). ZX81 BASIC Programming. Cambridge, England: Sinclair Research
- 「ASCII 1983年7月号」第7巻第7号、株式会社アスキー出版、1983年7月1日。

### ニュースなど
- [Staff] (1980年2月7日). “Sinclair's machine homes in on hobbyists”. New Scientist:  p. 402
- [Staff] (1982年2月22日). “Sinclair's tinkering talent”. Engineering Today:  pp. 20–23
- [Staff] (1982年12月). “Charts and Analysis”. Compute!:  pp. 56–59
- [Staff] (1983年5月30日). “Why design if you can pinch it?”. Daily Telegraph:  p. 8
- [Staff] (1983年11月). “ZX-81 export deal signed with China”. Sinclair User
- [Staff] (1984年4月). “ZX81 Software Scene: Golden Oldies”. Sinclair User
- [Staff] (1985年5月). “The Sinclair Story, part two”. CRASH (16):  p. 127
- [Staff] (2003年7月4日). “Top developer's code for success”. BBC News
- [Staff] (2003年8月8日). “Faces of the week”. BBC News
- [Staff] (2007年4月23日). “How the Spectrum began a revolution”. BBC News
- Adamson, Ian; Kennedy, Richard (1986年6月12日). “The decline of Uncle Clive”. New Scientist:  p. 33{{cite news}}:  CS1メンテナンス: ref=harv (カテゴリ)
- Babsky, David (1983年4月). “ZX81 v IBM PC”. Which Micro?:  pp. 34–36{{cite news}}:  CS1メンテナンス: ref=harv (カテゴリ)
- Church, Lynd (1982年5月). “A piece of cake in Dundee”. Sinclair User:  pp. 53–55{{cite news}}:  CS1メンテナンス: ref=harv (カテゴリ)
- Cecco, Raffaele (1988年6月). “Cecco's Log”. CRASH (53){{cite news}}:  CS1メンテナンス: ref=harv (カテゴリ)
- Clarke, Robin (1982年2月11日). “Microcomputers: No room at the inn”. New Scientist:  p. 390{{cite news}}:  CS1メンテナンス: ref=harv (カテゴリ)
- Cooke, Claudia (1982年8月). “Modest award winner sets the pace in micro design”. Sinclair User:  p. 56{{cite news}}:  CS1メンテナンス: ref=harv (カテゴリ)
- Crisp, Jason (1982年2月13日). “Sinclair to be marketed in U.S. by Timex”. Financial Times:  p. 3
- Crisp, Jason (1981年3月6日). “Sinclair launches new personal computer costing only £70”. Financial Times:  p. 6{{cite news}}:  CS1メンテナンス: ref=harv (カテゴリ)
- Crisp, Jason (1982年3月20日). “Why Sinclair thinks small is beautiful”. Financial Times:  p. 15
- Eddy, Richard (1987年7月). “Stonehenge in Space”. CRASH (42){{cite news}}:  CS1メンテナンス: ref=harv (カテゴリ)
- Gillies-Jones, Ray (2000年6月22日). “Remember ZX80, ZX81, ZX Spectrum.”. Computer Weekly{{cite news}}:  CS1メンテナンス: ref=harv (カテゴリ)
- Goodwin, Simon N. (1988年1月). “Tech Tips”. CRASH (48){{cite news}}:  CS1メンテナンス: ref=harv (カテゴリ)
- Hartnell, Tim (June/July 1981 エラー: 日付が正しく記入されていません。（説明）). “Review – The Sinclair ZX81”. Your Computer:  pp. 12–14 {{cite news}}: |date=の日付が不正です。 (説明)⚠
- Hayman, Martin (1982年6月). “Interview – Clive Sinclair”. Practical Computing:  pp. 54–64{{cite news}}:  CS1メンテナンス: ref=harv (カテゴリ)
- Hartnell, Tim (1981年11月). “WH Smith brings ZX-81s to the high street”. Your Computer:  p. 37.  オリジナルの2012年12月2日時点におけるアーカイブ。
- Joscelyne, Svend (2009年11月5日). “Industry Legend: Charles Cecil”. Spong{{cite news}}:  CS1メンテナンス: ref=harv (カテゴリ)
- Lorenz, Christopher (1982年4月15日). “The precarious balance between research, fashion and price”. Financial Times:  p. 18{{cite news}}:  CS1メンテナンス: ref=harv (カテゴリ)
- Kewney, Guy (1982年5月3日). “Sinclair launches another low-cost microcomputer”. InfoWorld{{cite news}}:  CS1メンテナンス: ref=harv (カテゴリ)
- Krotoski, Aleks (2003年11月3日). “Games in literature: Gibson explores the difference between UK and US”. The Guardian{{cite news}}:  CS1メンテナンス: ref=harv (カテゴリ)
- Mackintosh, Hamish (1999年9月23日). “Deep thought”. The Guardian{{cite news}}:  CS1メンテナンス: ref=harv (カテゴリ)
- Mackintosh, Hamish (2000年1月27日). “Why the Discworld needs PCs”. The Guardian{{cite news}}:  CS1メンテナンス: ref=harv (カテゴリ)
- Munford, Roger (1984年3月). “Smash Software”. Your Spectrum{{cite news}}:  CS1メンテナンス: ref=harv (カテゴリ)
- Needle, David (1982年3月15日). “Times will market Sinclair computers”. InfoWorld{{cite news}}:  CS1メンテナンス: ref=harv (カテゴリ)
- Peltu, Malcolm (1981年4月30日). “Paperback processing – The Sinclair ZX81 personal computer”. New Scientist:  p. 303{{cite news}}:  CS1メンテナンス: ref=harv (カテゴリ)
- Hancock, David (1996年9月15日). “Zap! I'm a millionaire; A tiny computer bought by his mum set Dave Perry on the road to riches”. Sunday Mirror{{cite news}}:  CS1メンテナンス: ref=harv (カテゴリ)
- Reynolds, Matthew (2009年6月28日). “Gaming – Interview – Rhianna Pratchett ('Overlord')”. Digital Spy{{cite news}}:  CS1メンテナンス: ref=harv (カテゴリ)
- Scot, Duncan (August/September 1981 エラー: 日付が正しく記入されていません。（説明）). “Interview: Clive Sinclair”. Your Computer:  pp. 21–22 {{cite news}}: |date=の日付が不正です。 (説明)⚠
- Shibata, Yoko (1982年9月30日). “UK computer succeeds in Japan”. Financial Times:  p. 4{{cite news}}:  CS1メンテナンス: ref=harv (カテゴリ)
- Sinclair, Clive (1986年6月26日). “Sinclair spectre”. New Scientist:  p. 81{{cite news}}:  CS1メンテナンス: ref=harv (カテゴリ)
- Taylor, Paul (1981年11月21日). “Chips all round”. Financial Times:  p. 11{{cite news}}:  CS1メンテナンス: ref=harv (カテゴリ)
- Tebbutt, Dave (1981年6月). “Sinclair ZX81”. Personal Computer World{{cite news}}:  CS1メンテナンス: ref=harv (カテゴリ)
- Wallis, Alistair (2007年2月15日). “Playing Catch Up: Match Day's Jon Ritman”. Gamasutra{{cite news}}:  CS1メンテナンス: ref=harv (カテゴリ)
- Wise, Deborah (1981年11月2日). “British company announces inexpensive computer”. InfoWorld{{cite news}}:  CS1メンテナンス: ref=harv (カテゴリ)

### その他
- From Science of Cambridge: the new MK14 (advertisement), Cambridge, England: Science of Cambridge, (1978)
- ZX81 Operating Supplement, Cambridge, England: Sinclair Research, (1982)
- Sinclair ZX81 Personal Computer (brochure), Cambridge, England: Sinclair Research, (undated, circa March 1981 エラー: 日付が正しく記入されていません。（説明）)
- “Sinclair Research advertisement”, Everyday Electronics:  284–285, (April 1981)
- “Sinclair Research advertisement”. Popular Science:  284–285. (October 1982).
- Sinclair ZX81 Home Computer, with "Mapsoft" keyboard attached, Dundee: McManus Galleries, (1996) 2011年1月13日閲覧。
- “TK85”.   Museu da Computação e Informática. 2011年1月2日閲覧。
- Dickinson, Rick (2007-08-24), https://www.flickr.com/photos/9574086@N02/1221488047/ title= ZX81DES1 2011年1月2日閲覧。
- “Sinclair ZX81”.   Sinclair Research. 2011年1月5日閲覧。